# Cordillera Wind River
La cordillera Wind River (en inglés: Wind River Range, lit. 'cordillera del río Viento') (o familiarmente, los «Winds», Vientos), es una cordillera de los Estados Unidos localizada en el oeste del estado de Wyoming, una de las estribaciones orientales de las Montañas Rocosas. La cordillera discurre en dirección aproximada NW—SE, durante unos 160 km. 
La divisoria continental de América sigue la cresta de la cordillera y pasa por el pico Gannett (4207 m), el pico más alto de la cordillera y de Wyoming. La cordillera tiene más de 40 picos considerados «trecemiles» (nombre que se les da a los picos de más de 13 000 pies, unos 3962 m) y es la más alta, fuera del estado de Colorado, de todas las Rocosas. Es también quizás la más dominante de las casi cien cordilleras de las Rocosas estadounidenses, ya que está casi totalmente aislada, salvo por el extremo norte, divisándose desde muy lejos en las extensas llanuras que la rodean.
En la cordillera se han establecido varias áreas protegidas, dos grandes bosques nacionales («National Forest») y tres áreas silvestres que cubren la mayor parte de la misma. El Bosque Nacional Shoshone, declarado en 1891 con 9982 km², se encuentra en la parte oriental de la divisoria continental, mientras que el Bosque Nacional Bridger-Teton, declarado en 1891 con 13 800 km², se encuentra en la occidental. Ambos bosques nacionales y la cordillera entera forman parte del Gran Ecosistema de Yellowstone («Greater Yellowstone Ecosystem»). Algunas partes de la cordillera están también dentro de la Reserva India del río Wind («Wind River Indian Reservation»). 
La cordillera está muy alejada de todas las carreteras, sin que haya ninguna carretera transversal que la cruce. Es muy apreciada por los montañeros, que la consideran la más alpina de las cordilleras de las Rocosas, dado que por su latitud, tiene muchos glaciares permanentes.

## Geología

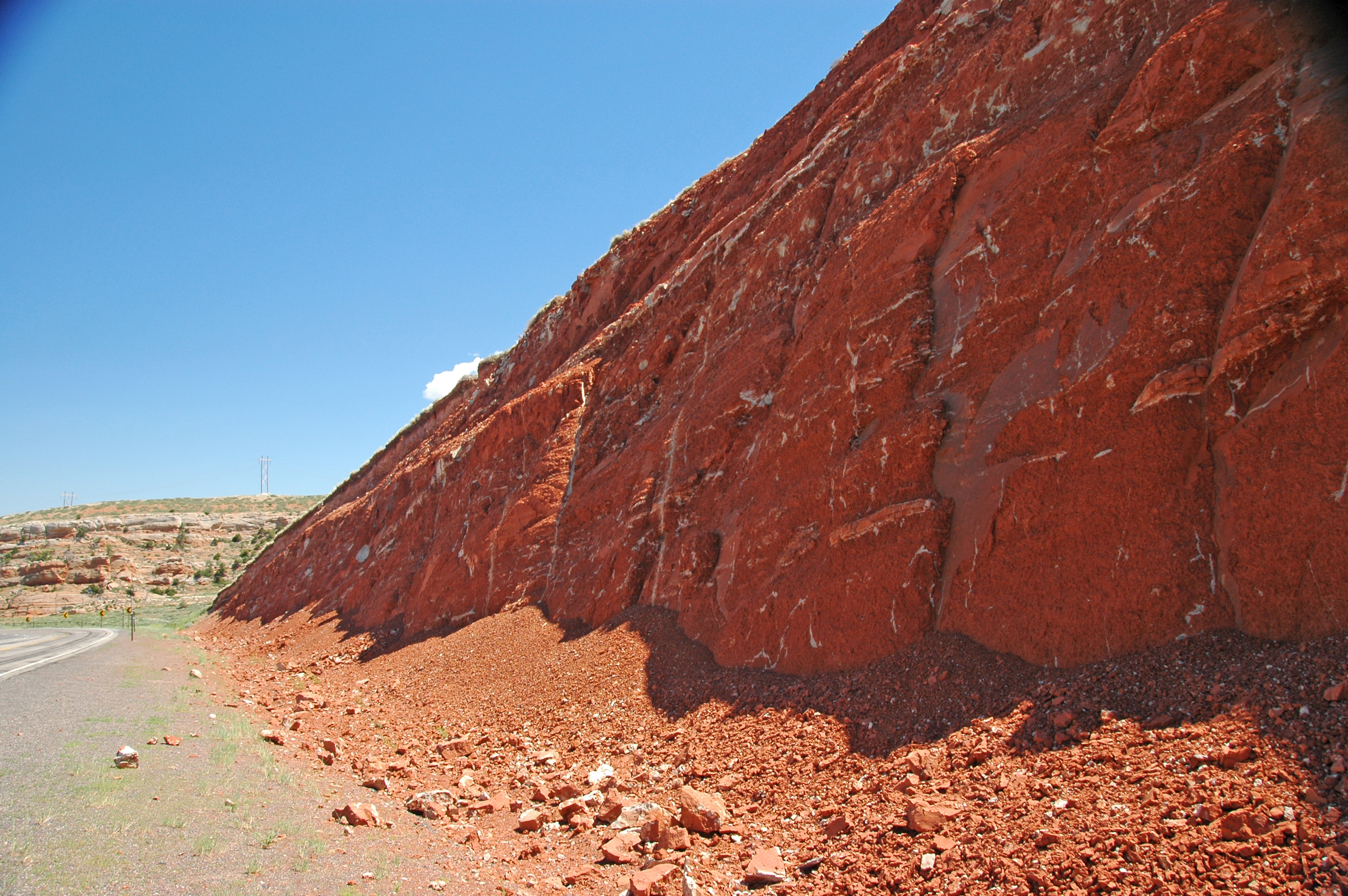
Formación Chugwater, corte de ruta de la Ruta 28 en Red Canyon, Wind River Range, Wyoming, EE. UU.

Los Winds se componen principalmente de un batolito granítico, que es la roca de granito formada en las profundidades de la Tierra hace más de mil millones de años atrás. Durante cientos de millones de años, las rocas, ya cubiertas de ese batolito, fueron erosionando. A medida que la tierra continuó aflorando durante la orogenia Laramide, se produjo una mayor erosión hasta que todo lo que quedó fueron las rocas graníticas. Las glaciaciones comenzaron hace unos 500 000 años tallando las montañas en su forma actual. 
En los Winds, los glaciares han formado numerosos lagos y han tallado en las rocas muchos circos glaciares, o valles circulares, siendo el más conocido el Cirque of the Towers (circo de las Torres), en la parte sur de la cordillera. En la descripción del Bosque Nacional Shoshone se afirma que hay 16 glaciares con nombre y más de 140 sin identificar, tan sólo en el lado este de la cordillera, con un total de 156. Además, la información del Bosque Nacional Bridger-Teton recoge 27 más en la vertiente occidental de la cordillera. 
El glaciar Gannett, que fluye por la vertiente norte del Gannett Peak —dentro del Fitzpatrick Wilderness, en el Bosque Nacional Shoshone— es el mayor glaciar de todas las montañas Rocosas estadounidenses, y varios más se encuentran entre los mayores.

## Hidrología
Dos importantes ríos de los Estados Unidos tienen sus cabeceras a ambos lados de la cordillera: el río Green (1175 km), que nace en la vertiente occidental de la cordillera, fluye hacia el Sur y es el mayor afluente del río Colorado; y el río Wind (742 km), que nace en la vertiente oriental, drena hacia el este a través de la Cuenca Shoshone y, después de cambiar su nombre a río Bighorn, es el mayor afluente del río Yellowstone.
Otros dos ríos menos importantes nacen en el extremo meridional de la cordillera: el río Big Sandy, que también fluye hacia el sur y es el principal afluente del río Green y el río Sweetwater (282 km), que discurre hacia el este, hasta desembocar en el río Platte del Norte.

## Ecología
En los Winds se sabe que hay una pequeña población de oso grizzly, sobre todo en la zonas más septentrionales. Los principales mamíferos que habitan en la región son el oso negro americano, alce, wapití, venado bura, berrendo, borrego cimarrón y glotón. Hay más de 300 especies de aves, entre las que destacan el águila de cabeza blanca y los halcones. Los arroyos y lagos son el hogar de muchas especies de trucha, como la trucha marrón, la trucha Mackinaw o trucha de lago y la trucha dorada. Los bosques están dominados por el pinus contorta, pinus albicauli, abeto y picea. 
La cordillera se encuentra en la ruta migratoria de muchos de los animales estadounidense y tiene varios pasos importantes, sobre todo el paso Sur (South Pass, de 2301 m), en el extremo sur de la cordillera.

## Historia
La cordillera de los Winds era uno de los principales obstáculos que, desde principios del siglo XIX, debían superar los colonos y pioneros que querían dirigirse al Oeste. La primera expedición estadounidense que logró franquearla fueron los astorianos, que encontraron dos pasos, a la ida el paso Union (Union Pass, a 2807 m), y a su regreso el paso Sur (South Pass, a solamente 2300 m).
En 1810, el comerciante de pieles y empresario John Jacob Astor equipó una expedición (conocida popularmente como la expedición de Astor o los astorianos) para emplazar puestos comerciales en el río Columbia. La expedición constaba de dos grupos: el buque Tonquin, que viajaría por mar y establecería Fort Astor; y un grupo de tierra que quería encontrar una ruta para abastecerles. La expedición terrestre, temiendo el ataque de los indios pies negros, eligió una vía más al sur que la ruta seguida en la expedición de Lewis y Clark, en lo que hoy es el estado de Wyoming. El grupo cruzó la cordillera a través del paso Union y logró llegar finalmente a la boca del río Columbia. 
En el viaje de regreso, Robert Stuart condujo un pequeño grupo de hombres de regreso por el mismo camino seguido por la expedición de ida, remontando el río Columbia y luego el río Snake. Temiendo un ataque indio cerca del paso Union, se dirigieron más al sur donde el grupo descubrió el paso Sur, un paso muy amplio y fácil sobre la divisoria continental de las Américas. La expedición continuó al este, vía río Sweetwater y luego río Platte Norte, donde pasaron el invierno de 1812-1813. Siguieron después por el río Platte hasta el río Misuri, llegando finalmente a San Luis, en la primavera de 1813. La ruta que habían seguido, explorada de oeste a este, sería la futura ruta de Oregón y los diarios de Stuart proporcionaron una minuciosa descripción de la mayor parte de la misma. Desafortunadamente, a causa de la guerra anglo-estadounidense de 1812 y la falta de puestos comerciales estadounidenses en la región la mayor parte de la ruta fue olvidada durante más de 10 años.
La siguiente expedición que recorrió la región fue la de William Henry Ashley en 1823. Esa expedición es conocida por los «Cien de Ashley» (Ashley's Hundred), debido al anunció que insertó, con su socio Andrew Henry, en los periódicos de San Luis, buscando un centenar de:

«[...] jóvenes emprendedores... para ascender el río Misuri hasta su fuente, donde serán empleados por uno, dos o tres años.
[...] enterprising young men . . . to ascend the river Missouri to its source, there to be employed for one, two, or three years.

A partir de 1840, el valle del río se convirtió en una de las etapas de las rutas históricas de la migración hacia el Oeste, que compartieron la ruta de Oregón (Oregon Trail), la ruta de California (California Trail) y la ruta Mormón (Mormón Trail).
Los pioneros y colonos, procedentes del este, habían atravesado la meseta del sureste de Wyoming siguiendo el curso del río Platte Norte y buscaban cruzar la divisoria continental. La ruta remontaban el río Sweetwater y abandonaban el valle para cruzar por el paso Sur, descendiendo por la vertiente occidental hasta lograr alcanzar el río Big Sandy y luego llegar y cruzar el río Green.

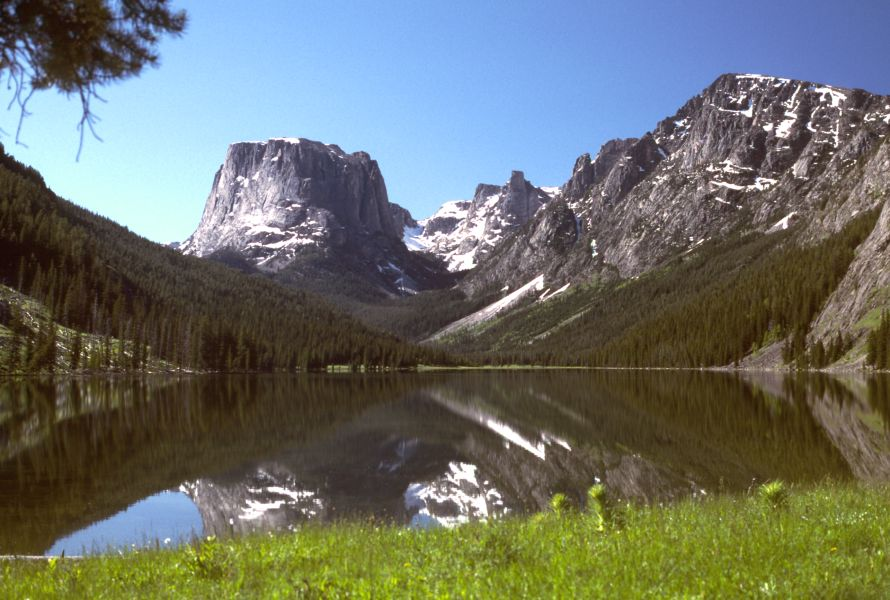
Lagos del río Green y las montañas Squaretop
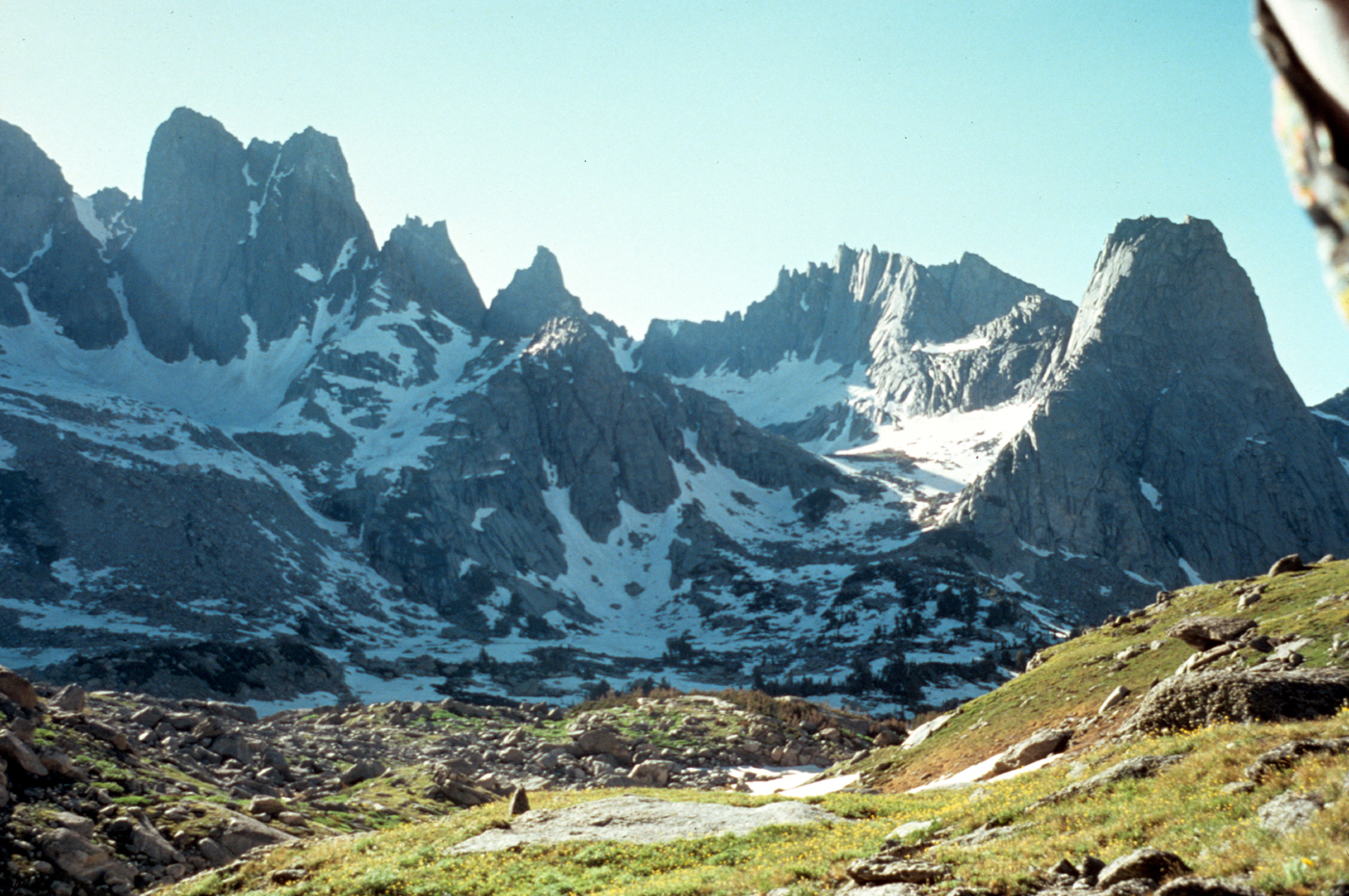
Circo de las Torres
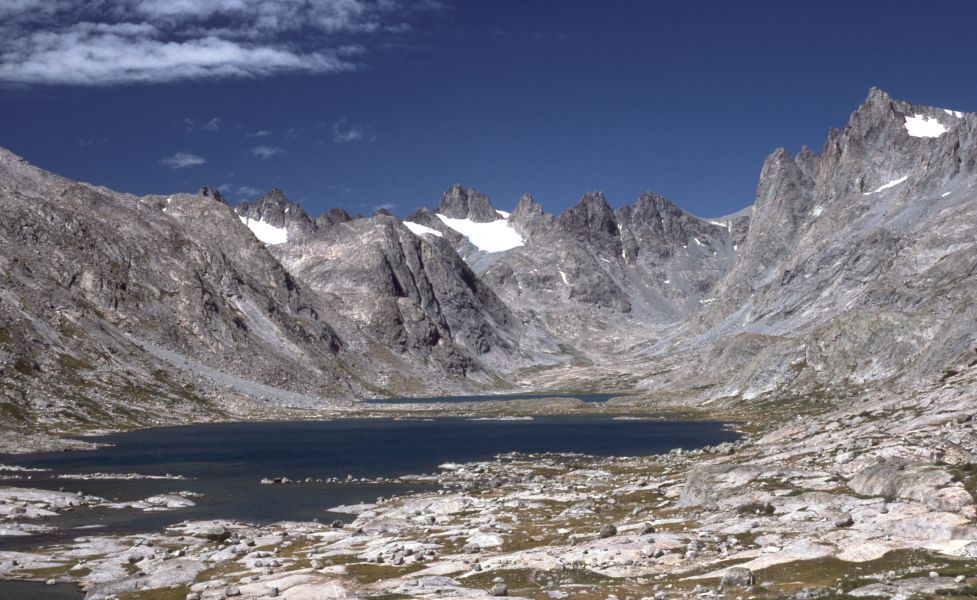
Lagos Titcomb